# Kim Yeong-mi
Kim Yeong-mi (koreanisch 김영미; * 10. März 1991 in Uiseong) ist eine südkoreanische Curlerin. Sie spielt in der koreanischen Nationalmannschaft auf der Position des Lead unter Skip Kim Eun-jung.

## Karriere
Kim begann ihrer internationale Karriere bei der Juniorenpazifikmeisterschaft 2010, bei der sie als Lead im koreanischen Juniorenteam um Skip Kim Eun-jung die Silbermedaille gewann. Es folgten zwei weitere Silbermedaillen 2011 und 2012.
2012 spielte sie zum ersten Mal bei der Pazifik-Asienmeisterschaft. Als Lead im Team von Kim Eun-jung gewann sie die Bronzemedaille. 2014 errang sie die Silbermedaille. Die erste Goldmedaille bei diesem Wettbewerb gewann sie 2016. Diesen Erfolg konnte sie bei der Pazifik-Asienmeisterschaft 2017 wiederholen. Bei allen bisherigen Teilnahmen spielte sie als Lead unter Kim Eun-jung.
Durch den Sieg bei der Pazifik-Asienmeisterschaft 2016 konnte sie mit der koreanischen Mannschaft an der Weltmeisterschaft 2017 teilnehmen und dort den sechsten Platz erringen.
Kim vertrat mit ihren Teamkolleginnen (Skip: Kim Eun-jung, Third: Kim Kyeong-ae, Second: Kim Seon-yeong, Ersatz: Kim Cho-hi) Südkorea beim Curling-Wettbewerb der Frauen den Olympischen Winterspielen 2018 im eigenen Land. Nach acht Siegen und einer Niederlage schloss sie mit ihrer Mannschaft die Round Robin auf Platz 1 ab und traf im Halbfinale auf Japan mit Skip Satsuki Fujisawa. Nach einem 8:7-Sieg zogen sie in das Finale gegen Schweden mit Skip Anna Hasselborg ein. Das Spiel ging mit 3:8 verloren und die Koreanerinnen gewannen die Silbermedaille. Bei der Weltmeisterschaft 2018 kam sie mit dem koreanischen Team in die Playoffs, verlor aber das Qualifikationsspiel gegen die USA (Skip: Jamie Sinclair) und wurde in der Endwertung Fünfte.

## Privatleben
Kim Yeong-mi ist die ältere Schwester von Kim Kyeong-ae, mit der sie im gleichen Curling-Team spielt.